# ハナガガブタ
ハナガガブタ（花鏡蓋、Nymphoides aquatica）はミツガシワ科アサザ属の多年草。アメリカ原産で、バナナプラントという名称でアクアリウムに用いられる。日本でも野生化が確認された。

## 分布
アメリカ（フロリダ）を原産地とする。その他には、東アジア、アフリカ、オーストラリアに分布する。
日本（兵庫県）に外来種として定着している。

## 特徴
多年生の浮葉植物で、丸い浮葉をもつ。葉の長さは5-15cmほどになる。乾季を迎えたり、寒い季節になったりすると葉柄の基部にはバナナのような形の殖芽の房をつける。これから「バナナプラント」の異名がある。1-2cmの大きさになる白い花を咲かせる。

## 外来種問題
日本では観賞用の水草として輸入・生産が行われていたが、1990年に兵庫県のため池に定着しているのが初めて確認された。同属の近縁種としてアサザ、ガガブタ、ヒメシロアサザの3種の在来種が日本に生育しているが、いずれも絶滅の危機に瀕しており、ハナガガブタがこれら希少種の生育地を奪うなどして競争し、駆逐することが危惧されている。
外来生物法により要注意外来生物に指定されている。